# Delphinapterus
Genre
Synonymes
- Beluga Rafinesque, 1815
- Delphinaptera Bowdich, 1821
- Delphis Wagler, 1830
- Agrocetus Gloger, 1842
- Argocetus Gloger, 1842

Delphinapterus est un genre de cétacés odontocètes de la famille des Monodontidae. Il ne comprend qu'une seule espèce actuelle : le Bélouga (Delphinapterus leucas).

## Aire de répartition

Carte de l'aire de répartition du Bélouga :
zones d'origines ;
zones où il est inexistant.

Le Bélouga se rencontre surtout dans l'océan Arctique, en débordant aussi dans l'extrême nord de l'océan Atlantique et de l'océan Pacifique. L'espèce fossile Delphinapterus brocchii, qui a vécu durant le Miocène, a été découverte en Italie.

## Taxinomie
Ce genre a été décrit pour la première fois en 1804 par le zoologiste français Bernard-Germain de Lacépède (1756-1825). Il a pour synonymes Agrocetus, Argocetus, Beluga, Delphinaptera et Delphis, auxquels sont parfois ajoutés Delphinaster et Delphinopterus,.
La seule espèce actuelle du genre étant le Bélouga, Delphinapterus est traditionnellement considéré comme étant un genre monospécifique, mais il comprend aussi une espèce fossile : Delphinapterus brocchii.

### Liste des espèces
L'espèce actuelle selon Catalogue of Life (21 décembre 2013), ITIS (21 décembre 2013), Mammal Species of the World (version 3, 2005)  (21 décembre 2013) et NCBI (21 décembre 2013) est :
- Delphinapterus leucas (Pallas, 1776) - Bélouga.

Les espèces actuelle et éteinte selon Paleobiology Database (21 décembre 2013) sont :
- Delphinapterus leucas (Pallas, 1776) - Bélouga ;
- † Delphinapterus brocchii Brandt, 1873.

### Protologue
- Bernard-Germain de Lacépède, « Histoire naturelle des cétacés », À Paris, chez Plassan, imprimeur-libraire, Rue de Vaugirard, no 1195,‎ 1804, p. 241 (lire en ligne, consulté le 21 décembre 2013).